# Виноградов, Амадиус
Амадиус Виноградов (полное имя — Амадиус-Амадиус; род. 27 февраля 1999, Москва) — российский игрок в пляжный футбол. Игрок сборной России.

## Биография
Родился в Москве. Отец — афроамериканец из США, мать — русская.
В семь лет начал заниматься футболом в клубе «Янтарь», где тренером был Алексей Евгеньевич Савченко. После прихода в команду нового тренера Амадиус забросил занятия футболом, но затем по совету Савченко пришёл к Сергею Викторовичу Белоусову, тренировавшем мини-футбольную команду.
Начал играть в пляжный футбол в 2015 году. Его первой командой стало «Строгино». В марте 2018 года 19-летний Виноградов перешёл в подмосковный «Новатор». В следующем году клуб решил взять паузу в своих выступлениях, поэтому Виноградов с группой футболистов «Новатора» перешёл в самарские «Крылья Советов». Кроме того в 2019 году защищал цвета белорусского БАТЭ на Мундиалито и латвийского «Линден Сити» в Кубке европейских чемпионов.
В декабре 2019 года стало известно, что Виноградов присоединился к саратовской «Дельте». С 2021 года играет за столичный «Локомотив».
Дебют в национальной сборной России состоялся в 2022 году.

## Достижения
Сборная
- Бронзовый призёр Игр стран СНГ: 2023

Клубные
- Вице-чемпион России: 2022, 2023 (Локомотив)
- Бронзовый призёр чемпионата России: 2019 (Крылья Советов), 2021 (Локомотив)
- Финалист Кубка России: 2021, 2022 (Локомотив)
- Победитель Московского международного кубка: 2023 (Локомотив)
- Финалист Московского международного кубка: 2022 (Локомотив)

Индивидуальные
- Лучший бомбардир Кубка России: 2022